# David Casa

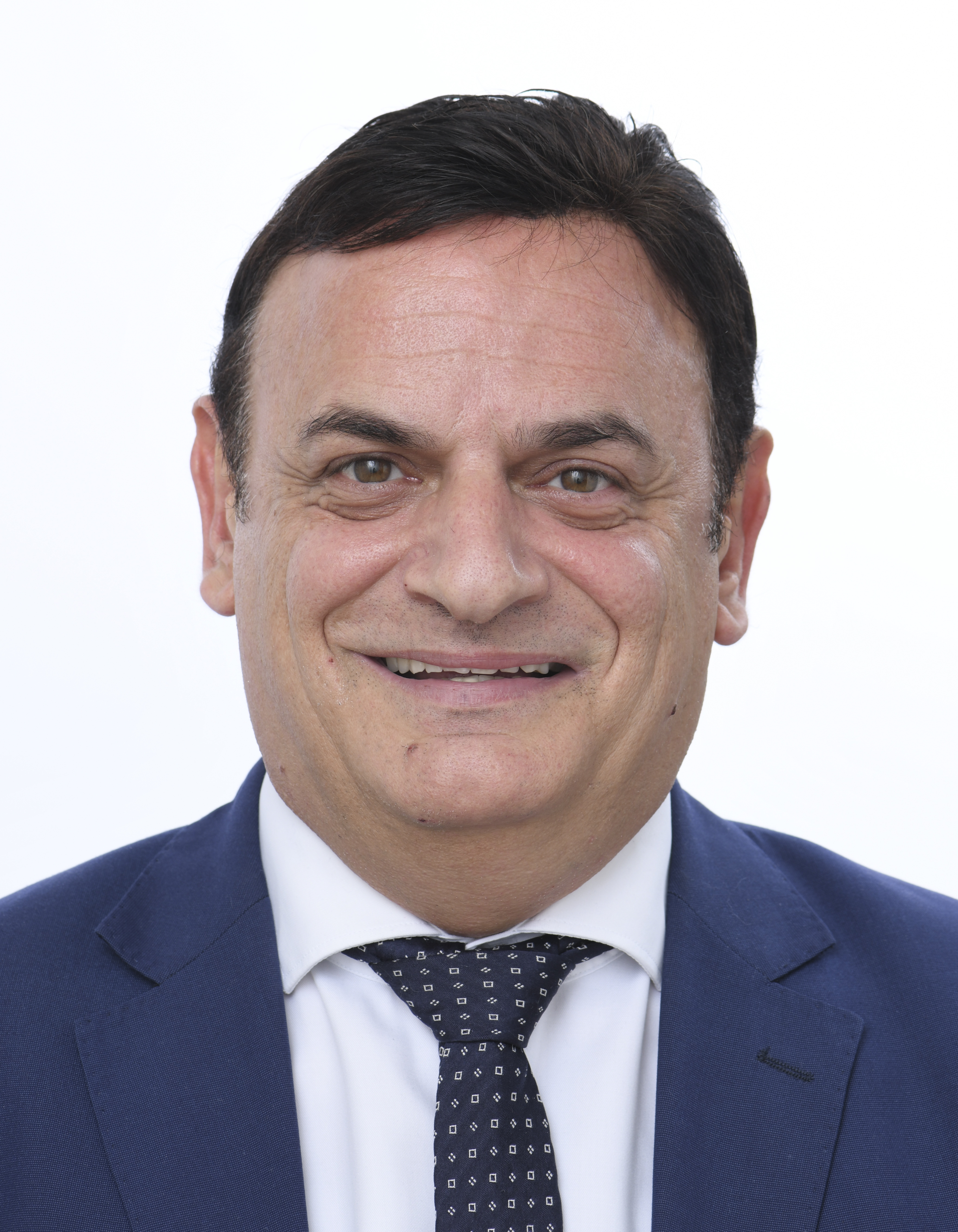
David Casa (2024)

David Casa (* 16. November 1968 in Valletta, Malta) ist ein maltesischer Politiker und Mitglied des Europäischen Parlaments.

## Leben
Er ist Mitglied der Nationalistischen Partei Maltas, die Teil der Europäischen Volkspartei ist. Weiterhin saß er in der 9. Wahlperiode (2019–2024) im Ausschuss für Wirtschaft und Währung und im Fischereiausschuss des Europäischen Parlaments. Casa war auch Stellvertreter im Ausschuss für Umweltfragen, Volksgesundheit und Lebensmittelsicherheit, Mitglied der Delegation im Gemischten Parlamentarischen Ausschuss EU-Bulgarien und ein Stellvertreter der Delegation im Gemischten Parlamentarischen Ausschuss EU-Türkei.
Er ist in der 10. Legislaturperiode (2024–2029) Mitglied im Ausschuss für Beschäftigung und soziale Angelegenheiten sowie stellvertretendes Mitglied im Ausschuss für Wirtschaft und Währung und im Ausschuss für bürgerliche Freiheiten, Justiz und Inneres.

## Karriere
- 1987: Mitglied des Vorstands des Bankiersverbands
- 1990: Persönlicher Assistent des Ministers für auswärtige Angelegenheiten
- 1995: Berater des stellvertretenden Ministerpräsidenten
- 1998: Mitglied des Rates des maltesischen Gewerkschaftsverbands (CMTU)
- 1998: Persönlicher Assistent des Ministers für auswärtige Angelegenheiten
- 2003: Geschäftsführender Sekretär im Ministerium für auswärtige Angelegenheiten
- 2004: Mitglied des Ausschusses für auswärtige Angelegenheiten im maltesischen Parlament (Juli)
- 2001: Begründer und Generalsekretär der Bewegung "Ja zu Europa" (Februar)
- Croce dell'Ordine - Souveräner Malteser Ritterorden (SMOM)